# The Benza
The Benza är en japansk webb-TV komedi som hade premiär på Prime Video, via Prime Video Direct i april 2019 i USA, Storbritannien och Japan. Den hade sedan premiär i Tyskland i juli 2019.
I serien får man följa Kyle (Kyle Card) och Chris (Christopher McCombs) på deras äventyr, då de försöker lista ut hur deras toalettsits (便座 benza?) gick sönder, och förhindra jordens undergång. Den första säsongen på sex avsnitt filmades i Tokyo, Japan. Regissör för alla sex avsnitt är Raito Nishizaka från Japan.

## Historia
"The Benza" började som en japansk kortfilm som delvis inspirerades av sanna händelser. Förproduktionen började i början av 2018 och kortfilmen hade premiär i Tokyo den 6 april samma år. Efter att ha fått flera utmärkelser från olika filmfestivaler runt om i världen, inklusive bästa komedi på Mediterranean Film Festival i Italien, Rising Star för huvudrollen Christopher McCombs och Best Pilot på Seoul Web Fest 2018, fick Tokyo Cowboys ett erbjudande från den koreanska mobiltjänsten KT mobile att skapa en serie baserad på kortfilmen.
Inspelningen startade i september 2018 och avslutades i mitten av december. Efterproduktionen fortsatte till mitten av januari 2019.
Producenten Christopher McCombs sa till den brittiska nyhetssidan Otaku News, ""The Benza har sänts i över ett år och jag är så glad att vi äntligen kan luta oss tillbaka och njuta av det med alla. Det är så viktigt att ta ett steg tillbaka och skratta så att vi kan komma tillbaka till de viktiga sakerna i livet. "The Benza" är det perfekta sättet att ta en paus, le och bli uppfriskad. "Huvudskådespelerskan Haku Inko tillade: "Vi ville skapa en fantastisk komedi och jag tror att vi har lyckats, men vi är inte nöjda förrän vi har hört era skratt. Det är så underbart att människor över hela världen kan skratta tillsammans åt "The Benza.""

## Handling
Chris och Kyle är två amerikaner som delar en lägenhet i Tokyo. Allt var frid och fröjd tills den dag som deras toalettsits går sönder. Det här lämnar dem med frågor så som ”Vad hände med deras toalettsits? Hur säger man toalettsits på japanska? Var köper man en toalettsits i Japan? Chris och Kyle ger sig ut på ett äventyr för att hitta svaren på dessa frågor.

## Rollista
- Kyle Card som Kyle.[8]
- Christopher McCombs som Chris.
- Haku Inko som Inko Sensei.
- Michiko Noguchi som Noguchi.
- Masahito Kawahata som Tamura.
- Janni Olsson som Alena.
- Lee Min Kuk som Lee.
- Alexander Hunter som David.
- Hannah Grace som Stephanie.

## Mottagande
"The Benza" har fått ett överlag bra mottagande och har över 4 poäng på Amazon Prime Video i USA, Tyskland, Japan och Storbritannien. 
Författaren Master Blaster på nyhetssidan Sora News24 skrev ”full av toaletthumor och hjärta, den här Amazon Prime serien är som en bris av frisk luft.” Master Blaster fortsätter ”Men vad som verkligen står ut med The Benza är att den skildrar utlänningar i Japan som vanliga människor, snarare än de stereotyper som vi är vana att se på japansk TV. Om den internationella rollistan så säger han ”Balansen mellan japanska och utländska skådespelare resulterar i en serie där man kan driva med varandra, utan att det blir nedlåtande.

## Spin-Off
År 2019 meddelandes det att ”The Benza” skulle få en spin-off-serie, ”Benza English”. Produktionen satte fart i slutet av 2019 och serien gavs ut i april 2020.. I serien får man följa några av birollerna från ”The Benza” i större roller, tillsammans med huvudrollerna från ”The Benza”. Denna gången får man följa dem i ett språkprogram för engelska på TV, som utspelar sig i samma värld som ”The Benza”..

## Priser och nomineringar
Följande är nomineringar och priser som har tagits emot av skådespelare och personal för ”The Benza Serie 1”, år 2019:
| Award                                       | Category                  | Nominee(s)                                       | Result    |
| ------------------------------------------- | ------------------------- | ------------------------------------------------ | --------- |
| Festigious International Film Festival      | Best Web Series           | The Benza                                        | Vann      |
| Festigious International Film Festival      | Best Ensemble             | The Benza                                        | Vann      |
| Festigious International Film Festival      | Best Song                 | The Benza "Running Around"                       | Vann      |
| Eurasia International Monthly Film Festival | Best Web Series           | The Benza                                        | Vann      |
| Seoul Webfest                               | Best Comedy               | The Benza                                        | Nominerad |
| Seoul Webfest                               | Best Guest Star           | Kaori Ikeda                                      | Nominerad |
| Seoul Webfest                               | Best Supporting Actress   | Janni Olsson                                     | Vann      |
| Seoul Webfest                               | Best Director             | Raito Nishizaka                                  | Nominerad |
| Seoul Webfest                               | Best Actor                | Christopher McCombs                              | Vann      |
| Seoul Webfest                               | Best Actress              | Haku Inko                                        | Nominerad |
| Florence Film Awards                        | Best Web/Television Award | The Benza                                        | Vann      |
| New Jersey Web Fest                         | Best Duo                  | Christopher McCombs and Kyle Card                | Vann      |
| New Jersey Web Fest                         | Best Theme Song           | The Benza                                        | Nominerad |
| New Jersey Web Fest                         | Best Fantasy Comedy       | The Benza                                        | Nominerad |
| New Jersey Web Fest                         | Best Supporting Actress   | Haku Inko                                        | Nominerad |
| Cult Critics Film Festival                  | Best Supporting Actor     | Masahito Kawahata                                | Vann      |
| Asia Web Awards                             | Best Actor                | Kyle Card                                        | Vann      |
| International Online Webfest                | Best Original Soundtrack  | "The Benza" Series 1 Soundtrack, Takahiro Nomiya | Vann      |

Följande är priser som har tagits emot av skådespelare och personal för ”The Benza” som en kortfilm, år 2018:
| Category                                                     | Nominee(s)                        | Result |
| ------------------------------------------------------------ | --------------------------------- | ------ |
| Festigious 2018 Best Duo                                     | Christopher McCombs and Kyle Card | Vann   |
| Seoul Webfest 2018 Best Rising Star                          | Christopher McCombs               | Vann   |
| Seoul Webfes 2018 Best Pilot                                 | The Benza                         | Vann   |
| Comedy World Network Int. Film Festival 2018 Best Short Film | The Benza                         | Vann   |
| MedFF 2018 Best Comedy                                       | The Benza                         | Vann   |
| Unko Film Festival 2018 Best Picture                         | The Benza                         | Vann   |
| Asia South East-Short Film Festival 2018 Best Comedy         | The Benza                         | Vann   |